# 姜伟新
姜伟新（1949年1月—），漢族，黑龙江省富裕县人；北京大学毕业。1969年12月加入中国共产党；是中共十七届中央委员。原中华人民共和国住房和城乡建设部部长。

## 工作经历
姜伟新属于“老三届”，1968年时到农村插队劳动，后来被推荐到北京大学学习，成为“工农兵学员”。1974年大学毕业后，他被分配到国家计划委员会工作；从一个普通公务员做起，一步一步成为这个机构的主要负责人之一。其间，他历任投资司科长、副处长、处长，投资研究所副所长，重点建设司副司长、司长，投资司司长等职。
1998年，国家计委改组并更名为“国家发展计划委员会”，姜伟新出任新机构的副主任；2003年“国家发展计划委员会”又被改组为国家发展和改革委员会，姜伟新继续留任副主任一职。至此，姜伟新完整地经历了国家计委机构改革的三大历史阶段。2007年7月，姜伟新离开了工作三十多年的国务院最主要的经济管理部门，出任建设部副部长。
一年后，第十一届全国人大一次会议决定，改组建设部成立新的住房和城乡建设部，姜伟新被任命为首任部长。外界评价姜伟新是“技术型内行官员”，在推动中国住房保障体系的完善和抑制房价上涨方面被寄予厚望。这是因为，他曾在二十世纪九十年代后期，短暂担任“华联房地产开发公司”副总经理的职务，被认为是房地产市场的“业内人士”。
2014年6月27日，十二届全国人大常委会第九次会议27日表决通过：免去姜伟新的住房和城乡建设部部长职务。